# Victoriano Mateo Ramírez
Victoriano Mateo Ramírez (Rioja Alavesa; 1872 - Bilbao; 1951), fue un forjador artístico, autor de algunos edificios en Bilbao de los que al menos se conservan dos en la actualidad. Recibió también el apodo de "Rioja".

## Biografía

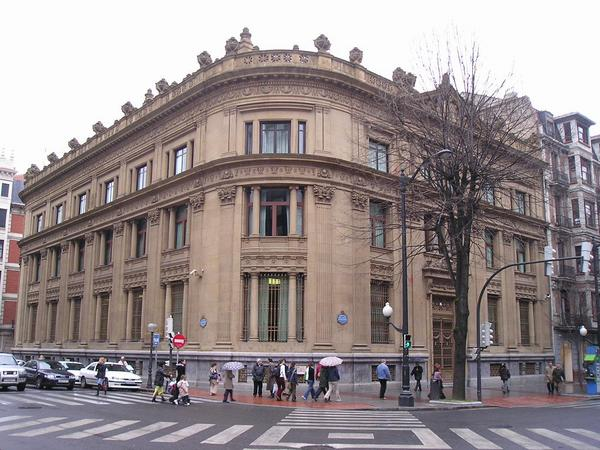
Sede del Banco de España en Bilbao.

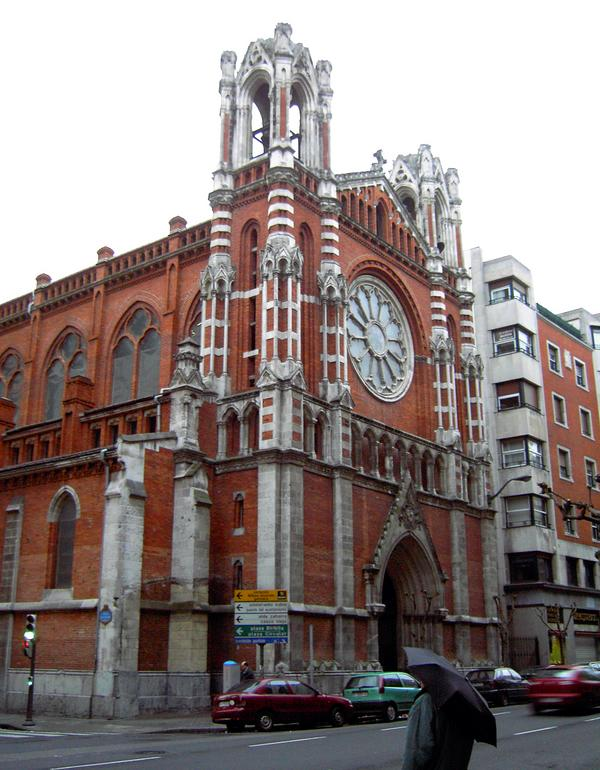
Iglesia de la Residencia en Bilbao.

Aunque nació en la Rioja Alavesa sus padres se fueron a vivir a Bilbao cuando él tenía 14 años. Participó en la guerra de Cuba y al término del conflicto, a diferencia de otros vascos, no se quedó a vivir allí y decidió volver a Bilbao. En Bilbao contrajo matrimonio con su mujer Juana, y tuvieron una hija, Marina.
Forjador artístico de profesión, trabajó durante algunos años en la empresa "Talleres Muguruza", empresa de forja que estaba situada en la actual calle Pablo Alzola de Bilbao, (calle que a finales del siglo XIX tenía como nombre Particular de Alzola). Por aquel entonces, la anteiglesia de Abando acababa de ser anexionada, y toda aquella zona correspondía al extrarradio de Bilbao, abundando toda clase de talleres y pequeñas empresas.

### Estancia en Granada
Años más tarde, decidió establecerse por su cuenta con un socio, y al surgir la posibilidad de realizar varios trabajos en Guadix (Granada) se trasladó a vivir allí junto con su esposa. Su mujer, que trabajaba como maestra en Bilbao, también trabajó como tal en Granada. En Guadix, Victoriano realizó dos palacios. Después regreso nuevamente a Bilbao donde hizo varias obras en palacetes y chalets del Ensanche de Bilbao, pero por desgracia, debido al crecimiento demográfico y urbanístico de la capital vizcaína la mayoría de esos edificios fueron demolidos para construir bloques de pisos.
Murió en Bilbao en 1951

## Obras
- Puerta principal de la Iglesia de la Residencia, Bilbao (1891)
- Forja de puertas y ventanas de la sede del Banco de España, Bilbao (1923)
- Dos palacios en Guadix, Granada